# A kertész kutyája
A kertész kutyája (eredeti címe spanyol nyelven: El perro del hortelano) Lope de Vega 16–17. századi spanyol költő, író háromfelvonásos verses drámája, világszerte valószínűleg legismertebb vígjátéka. Először 1618-ban  jelent meg az író színdarabjait tartalmazó egyik kötetben.
„Témája az előkelő grófnő és a társadalmilag nem hozzá való titkár szerelme. Az író pellengérre állítja az arisztokrácia gőgjét, de nem kíméli a felfelé kapaszkodó, törleszkedő, köpönyegforgató polgárt sem.” A cím a hősnő viselkedésére utal, aki nem tudja vállalni szerelmét, de a férfit nem engedi el.

## Személyek
- Diana, Belflor grófnője
- Leonido, szolga
- Federico gróf
- Antonelo, lakáj
- Teodoro, Diana titkára
- Marcela
- Dorotea, társalkodónők
- Anarda
- Otavio, Diana háznagya
- Fabio, az intézője, hetvenéves
- Ludovico gróf
- Furio
- Lirano, lakájok
- Tristán
- Ricardo márki
- Celio, szolga
- Camilo
- [Apród]

Színhely: Nápoly

## Cselekmény
Diana, Belflor grófnője késő este észreveszi, hogy két idegen férfi jár a házában, de azok jöttére elmenekülnek. Másnap kideríti, hogy társalkodónőjének, Marcelának volt találkája a titkár Teodoróval (akit inasa kísért). Marcela bevallja, hogy szereti Teodorót, és a grófnő megígéri neki, hogy nem fog útjukba állni. Csakhogy épp az ellenkezőjét teszi, hiszen – bár Ricardo márki és Federico gróf is verseng kezéért – titkon Diana is a titkárát szereti. Gőgje és társadalmi helyzete (grófi címe) miatt palástolni kénytelen érzelmeit, ezért csábítgatáshoz és egy kis fondorlathoz folyamodik. Teodoróhoz fordul segítségért: egy barátnője nevében kellett levelet írnia, melyet most a titkárának hoz „kijavítani”. Teodoro a szöveg „javításakor” megérti, hogy a grófnő őt szereti, de: „Igaz, hogyha tévedek, / Az nekem sokba kerül.”
Marcela érkezik és örömmel újságolja a grófnő ígéretét, hogy támogatja egybekelésüket. Teodoro elhessegeti az iménti ábrándjait, és a visszatérő grófnőnek hálálkodni kezd, aki azonban Marcelát egy időre bezáratja szobájába. Kettesben maradva azt hallja Teodorótól, hogy nem készül házasodni és csak az a fontos számára, hogy úrnője kedvére tegyen. Diana erre sejtetni engedi, hogy szereti őt, de:
Ha egyszer
Dicső lovag lesz belőled,
Csupa olyasmit tehetsz,
Ami imponál a nőknek;
Most házam titkára vagy,
Úgyhogy, kérlek, tartsd titokban,
Iménti botlásomat.
Diana folytatja szeszélyes játékát Teodoróval: vele üzeni meg Ricardo márkinak, hogy hajlandó hozzá menni feleségül. Teodoro erre visszatér Marcelához, akit pedig korábban már elutasított. Ám Diana tanúja lesz kibékülésüknek és titkárának fiktív „levelet” diktálva rója meg az alacsony sorból való férfit, aki nem becsüli meg „egy főrangú hölgy szerelmét”. Ez újra – már sokadszor – visszafordítja Teodorót, újra megtagadja érzéseit Marcelától. A lány megérti, hogy úrnője saját magának akarja Teodorót, de társadalmi helyzete miatt nem engedheti szabadjára érzelmeit. 
Megjelenik a boldog Ricardo márki, aki közben már megkapta a grófnő beleegyező üzenetét. Csakhogy Diana lehűti: félreértésről beszél, melyet állítólag az üzenet közvetítője, a titkára okozott. Teodoro, akit már teljesen kibillentettek egyensúlyából, végre óvatos szemrehányást mer tenni a grófnőnek:
Ha egész testemben fázom,
Élve a máglyára kergetsz,
S ha úgy látod: tűzben égek,
Gyorsan jégfürdőbe ejtesz…
Engedj vissza Marcelához!
Ismered azt a mesét,
Melyben a kertész kutyája,
Bár nem éhes, társai
Csontját mégis megszaglássza?…
Nem kér, de mást sem hagy enni:
Elmarja a másikat,
Hogy senkinek se legyen jó;
Te is ilyesféle vagy.
Diana dühében jól elveri a titkárt, amit gyorsan megbán és pénzjutalommal engeszteli ki. A márki és a gróf összeesküszik riválisuk, Teodoro ellen: elhatározzák, hogy szolgájával, Trisztánnal eltétetik láb alól. A hűséges inas színleg belemegy a játékba és örömmel zsebre vágja a szolgálatáért felkínált előleget, de közben segít gazdájának, hogy elnyerje a grófnő kezét: „kideríti”, hogy Teodoro egy régi főnemesi család sarja. Álruhában beállít a hírrel az idős Ludovico grófhoz, aki boldogan hallja, hogy megkerült régen elveszett fia, – természetesen Teodoro. Így már nincs akadálya, hogy Diana – bár értesül a csalásról – rangjához méltó házasságot kössön Teodoróval. Trisztánnak is kerül menyasszony, Marcela pedig kénytelen az idős Fabio intézővel vígasztalódni.

## Magyarországi bemutatói
A vígjátékot először Gáspár Endre fordította magyarra, és 1949 áprilisában mutatta be a budapesti Madách Színház, Bajor Gizi (Diana) és Ladányi Ferenc (Teodoro) főszereplésével; rendezte Pártos Géza. A Népszava rövid cikket közölt a magyarországi ősbemutatóról, ahol Bajor Gizi „az elkényeztetett, úri gőgjéből kiszabadulni akaró, s ugyanakkor társadalmi helyzetét kiaknázó szeszélyes főúri hölgyet… sok leleménnyel, humorral, sziporkázó szellemmel játszotta.”
Térey János újabb fordításában a Vígszínház mutatta be a darabot 2006. március 25-én, a főszerepben Eszenyi Enikővel és Szőcs Arturral; rendezte: Ács János.

## Fontosabb magyar kiadások
- A kertész kutyája. Komédia; ford. Gáspár Endre; Athenaeum, Bp., 1949
- A kertész kutyája. Komédia; ford. Gáspár Endre, utószó Páll Árpád; Irodalmi Kiadó, Bukarest, 1962